# ¡Tré!
《¡Tré!》는 미국의 펑크 록 밴드 그린 데이의 열한 번째 정규 음반이다. 2012년 12월 11일 리프리즈 레코드를 통해 발매되었으며, 2012년 9월부터 12월까지 발매될 《¡Uno!》, 《¡Dos!》, 《¡Tré!》 정규 음반 시리즈 삼부작 가운데 세 번째 음반이다. 그린 데이는 2012년 2월부터 6월까지 오클랜드의 징글타운 스튜디오에서 음반을 녹음하였다.

## 수록곡
전체 작사: 빌리 조 암스트롱. 전체 작곡: 그린 데이
| #   | 제목                          | 재생 시간 |
| --- | ----------------------------- | --------- |
| 1.  | 〈"Brutal Love"〉             | 4:53      |
| 2.  | 〈"Missing You"〉             | 3:43      |
| 3.  | 〈"8th Avenue Serenade"〉     | 2:36      |
| 4.  | 〈"Drama Queen"〉             | 3:06      |
| 5.  | 〈"X-Kid"뮤직비디오〉         | 3:41      |
| 6.  | 〈"Sex, Drugs & Violence"〉   | 3:31      |
| 7.  | 〈"Little Boy Named Train"〉  | 3:36      |
| 8.  | 〈"Amanda"〉                  | 2:27      |
| 9.  | 〈"Walk Away"〉               | 3:45      |
| 10. | 〈"Dirty Rotten Bastards"〉   | 6:26      |
| 11. | 〈"99 Revolutions"〉          | 3:48      |
| 12. | 〈"The Forgotten"뮤직비디오〉 | 4:57      |